# Association française d'urologie
 (décembre 2019).
Si vous disposez d'ouvrages ou d'articles de référence ou si vous connaissez des sites web de qualité traitant du thème abordé ici, merci de compléter l'article en donnant les références utiles à sa vérifiabilité et en les liant à la section « Notes et références ».
Pour les articles homonymes, voir AFU.
L'Association française d'urologie, fondée en 1896 et reconnue d'utilité publique par décret du 22 novembre 1925, a pour but la promotion de la science urologique, le développement d'une politique globale de qualité et de sécurité des soins et d'amélioration des pratiques et l'étude de toute question ayant trait aux affections de l'appareil urinaire des deux sexes et de l'appareil génital de l'homme et en particulier :
- la recherche,
- l'enseignement : formation initiale des urologues et formation continue des urologues libéraux et salariés
- la pratique professionnelle et son évaluation et la mise en œuvre des programmes d'amélioration de la sécurité des pratiques de la spécialité

L'A.F.U. regroupe en 2019, 1 203 membres, dont 976 membres titulaires, 111 membres associés, 65 membres séniors et 51 membres honoraires.
L'Association est administrée par un conseil d'administration de 24 membres, qui élit un bureau de 6 membres dont le président de l'A.F.U. Le conseil d'administration est habilité à prendre toutes les décisions relatives aux buts de l'association et doit en rendre compte à l'ensemble de ses membres, une fois par an, au cours de l'assemblée générale.
L'association est un organisme agréé par la Haute Autorité de santé pour le programme d’accréditation en chirurgie urologique.

## Gouvernance
- Les 24 membres du conseil d'administration sont élus, à bulletin secret, pour 3 ans, par l'ensemble des membres de l'association présents pendant la durée du congrès. Les membres sortants sont rééligibles, à l'exception du président. Le conseil d'administration choisit parmi ses membres, au scrutin secret, un bureau composé d'un président, d'un vice-président, d'un secrétaire général, d'un trésorier et d'un secrétaire général adjoint. Les membres du bureau sont élus pour 3 ans. Le président ne peut pas briguer 2 mandats consécutifs ; les autres membres du bureau sont rééligibles.

- Composition du bureau
  - Professeur (Président)
  - Docteur Antoine FAIX (Vice-président)
  - Professeur Yann NEUZILLET (Secrétaire général)
  - Docteur Julien BRANCHEREAU (Secrétaire général adjoint)
  - Docteur Nadia ABID (Trésorière)
  - Docteur Benjamin PRADERE (Trésorier adjoint)
  - Professeur Gaëlle FIARD (Vice-présidente déléguée à la Recherche)
  - Professeur Véronique PHE (Vice-présidente déléguée à la communication)

Le conseil d'administration actuel a été élu pour 3 ans en novembre 2022.

## Liste des Presidents de l Association
- 1896-1913 : Félix Guyon
- 1914-1918 : Guerre
- 1918 : Pierre Janet
- 1919 : Victor Rochet
- 1920-1922 : Alfred Pousson
- 1923-1924 : Félix Legueu
- 1925-1928 : Alfred POUSSON
- 1929 : Félix Legueu
- 1930-1931 : Alfred POUSSON
- 1932 : 1939 : Félix Legueu
- 1939-1945 : Guerre
- 1945-1950 : Georges MARION
- 1951-1962 : Bernard FEY
- 1963-1971 : Jean CIBERT
- 1972-1980 : Roger Couvelaire
- 1981-1986 : René Küss
- 1987-1989 : Adolphe Steg
- 1990-1992 : Alain Le Duc
- 1993-1995 : Étienne Mazeman
- 1996-1998 : Jean-Marie Buzelin
- 1999-2001 : François Richard
- 2002-2004 : Philippe Mangin
- 2005-2007 : Christian Coulange
- 2008-2010 : Pascal Rischmann
- 2010-2013 : Patrick  Coloby
- 2013-2016 : Jean-Luc  Descottes
- 2016-2019 : Thierry Lebret
- 2019-2022 : Georges Fournier